# Similih-Managwalah Cordor
Similih-Managwalah Cordor, Sumo Lofayatta(Voinjama, 1946) periodista y escritor liberiano.
De etnia lorma, estudió en Liberia y Estados Unidos.

## Obra
- So Say One, So Say All, 1977
- A Farewell to Old Africa, 1979